# Abd Allah al-Jafi
Abd Allah al-Jafi (arab. عبد الله اليافي, ur. 7 września 1901 w Bejrucie, zm. 4 listopada 1986 tamże) – libański polityk, siedmiokrotny premier Libanu (1938–1939, 1951–1952, 1952, 1953–1954, 1956, 1966, 1968–1969).